# Challenger Isla de Gran Canaria 2008
Il Challenger Isla de Gran Canaria è stato un torneo di tennis facente parte della categoria ATP Challenger Series nell'ambito dell'ATP Challenger Series 2008. Il torneo si è giocato a Telde in Spagna dal 5 all'11 maggio 2008 su campi in terra rossa e aveva un montepremi di $30 000+H.

## Vincitori

### Singolare
Tejmuraz Gabašvili ha battuto in finale  Pablo Andújar con il punteggio di 6–4, 4–6, 6–1

### Doppio
Daniel Gimeno Traver  /  Daniel Muñoz de la Nava hanno battuto in finale  Miguel Ángel López Jaén / José Antonio Sánchez de Luna con il punteggio di 6–3, 6–1